# Дудчаки
Дудчаки́ — родина українських народних майстрів художніх виробів з металу: батько, син і онук. Всі з села Брусторова (нині село Брустури Косівського району Івано-Франківської області, Україна).
- Лукин Дудчак (роки народження і смерті невідомі) — жив і працював в кінці XVIII, на початку XIX століття. Виготовляв з латуні різноманітні люльки, проколювачі, кресала, лускоріхи й порохівниці, декоровані в стриманій манері строгого геометричного стилю.
- Никора Дудчак (нар. 1820-1830-ті — рік смерті невідомий) — син Лукина Дудчака. Його вироби, поясні пряжки, кільця, люльки, курильне приладдя, че-реси, відзначаються традиційними формами й орнаментами.
- Дмитро Дудчак (нар. 1856 — рік смерті невідомий) — син Никори Дудчака. У його виробах (стремена, «новітня» торба, прості й «опришківські» ножі, люльки, лускоріхи), крім традиційних, застосовано й деякі нові орнаментальні мотиви, серед них — рослинні.

Деякі твори майстрів зберігаються у Музеі етнографії та художнього промислу у Львові, Національному музеї народного мистецтва Гуцульщини та Покуття імені Йосафата Кобринського у Коломиї.